# Система за поддържане на живота на МКС
Системата за поддържане на живота на МКС е съвкупност от подсистеми за контролиране на атмосферата, атмосферното налягане, температурата, водните ресурси, отпадъчните води и за засичане и потушаване на пожари на Международната космическа станция. Най-основната задача на системата е да контролира въздушната среда в станцията, но освен това тя е отговорна и за съхранение на чистата вода и рециклиране на отпадъчните води от мивките, тоалетните, душовете и кондензираната вода във въздуха до питейна вода. Системата Електрон в модула Звезда и сходна система в модула Дестини генерират кислород. Като резерва в случай на авария, екипажът разполага и с бутилки със складиран кислород. Въглеродният диоксид се премахва от системата Воздух в Звезда. Други вещества, отделяни от метаболизма на астронавтите като метан и амоняк, се премахват посредством филтри с активен въглен.

## Вода
МКС разполага с две системи за рециклиране на вода. Звезда разполага със система, която рециклира отпадъчни води и кондензирана вода в питейна вода, но тя обикновено не се консумира, освен в извънредни случаи, а се подава към системата Електрон, която извлича кислорода от нея за дишане. Американският сегмент разполага със Система за възвръщане на водата, монтирана в Дестини подобно на руската система.

## Атмосфера
На борда на МКС има няколко системи, които поддържат атмосферата в станцията сходна с тази, на повърхността на земята. Обикновено атмосферното налягане в станцията е 101,3 kPa.
Системата CDRA в модула Транквилити премахва въглеродния диоксид и други вредни газове от атмосферата на станцията. Системата OGS в модула Дестини разделя водните молекули на водород и кислород от рециклираната вода посредством електролиза. След това кислородът се пуска в атмосферата на станцията, а водородът се изхвърля зад борда. Руската система Електрон е със сходни функции, но се поврежда периодично. Поради тази причина, както на МКС, така и на Мир е инсталирана и системата Вика, която генерира кислород от контейнери с литиев перхлорат. Системата Воздух, подобно на CDRA, премахва въглеродния диоксид.